# Weingut Muster.Gamlitz
Das Weingut Muster (werbende Eigenschreibweise Weingut MUSTER.gamlitz) in Grubtal bei Gamlitz ist ein österreichisches Weingut im Weinbaugebiet Südsteiermark.

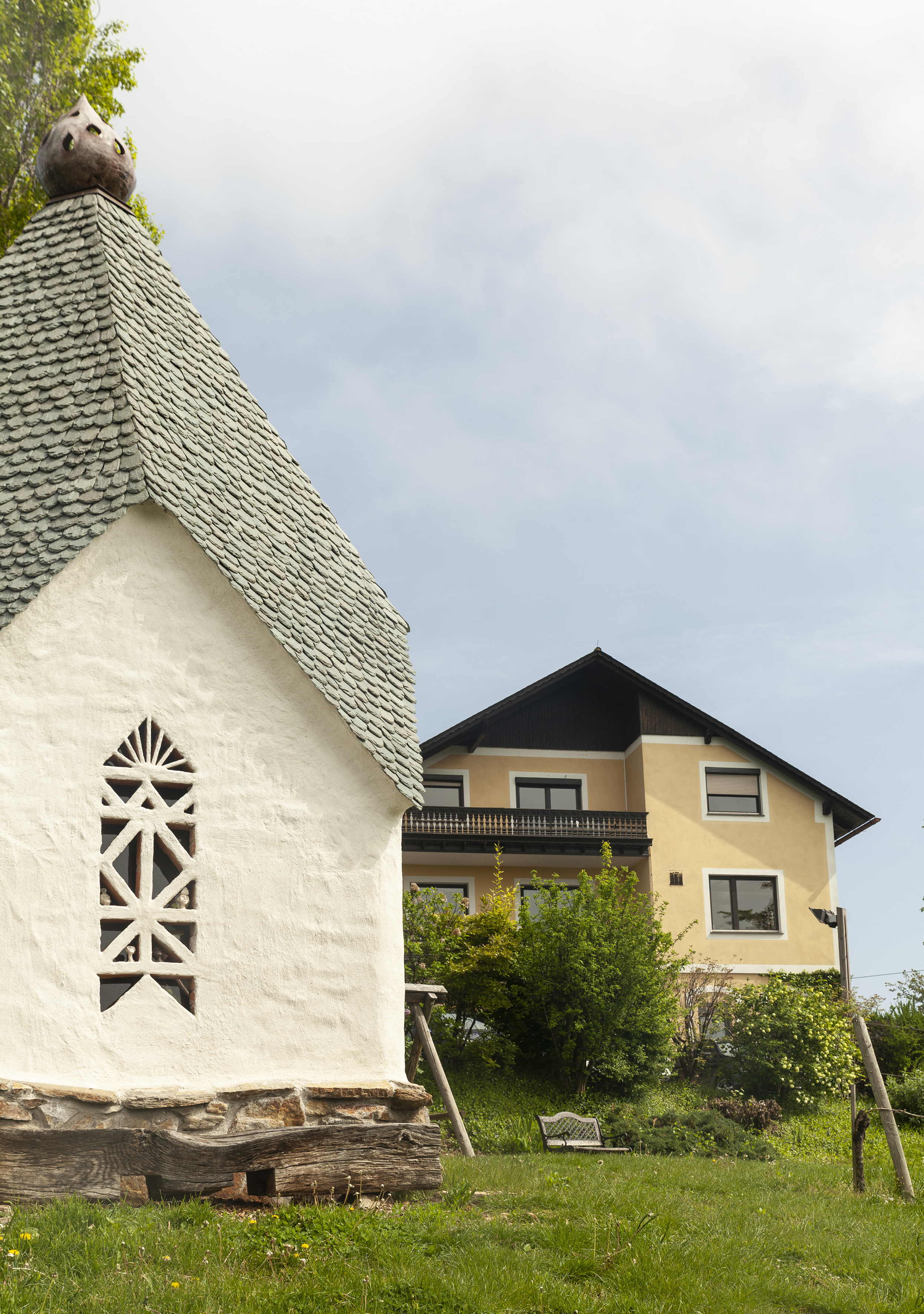
Weingut Muster

## Geschichte
Bis 1973 war das heutige Weingut ein landwirtschaftlicher Betrieb. 1974 entstand eine Partnerschaft zwischen den Familien Dreisiebner und Muster, in der mit Wein- und Obstanbau begonnen wurde. Im Jahr 2000 endete diese Partnerschaft aus gesundheitlichen Gründen. Seitdem wird das Weingut als Einfamilienbetrieb von der Familie Muster weitergeführt, seit 2002 unter dem Namen MUSTER.gamlitz.

## Anbaufläche, Lage und Rebsorten
Die Anbaufläche beträgt ca. 57 ha rund um Gamlitz. Das Weingut liegt auf 345 Höhenmeter in Grubtal, zugehörig zur Gemeinde Gamlitz, Bezirk Leibnitz. Klimatisch ist die Lage stark beeinflusst durch das Illyrische Klima, welches charakteristisch für hohe Niederschlagsmengen, hohe Tages- und niedrige Nachttemperaturen ist. Der Boden weist einen hohen Sand-, Lehm- und Kalkanteil auf, allerdings in verschiedenen Verhältnissen, abhängig von den jeweiligen Rieden. Die klimatischen Bedingungen und die Lage sind verantwortlich für eine sortentypische Entwicklung der Trauben. Zusätzlich schützen die teils starken Temperaturschwankungen die Weinreben vor Krankheiten. Die Gegend ist besonders geeignet für Weißwein, weswegen vor allem Sauvignon Blanc, Chardonnay, Gelber Muskateller, Sämling, Weissburgunder, Grauburgunder und Welschriesling angebaut wird. 

## Auszeichnungen
- Vinaria: 5 Kronen (Weinguide 2020/21)
- Falstaff: Trophysieger (falstaff profi, März/April 2020)